# Salpa
Salpa ali sopa (znanstveno ime Sarpa salpa) je morska riba iz družine šparov, ki je pogosta tudi v Jadranu.

## Opis
Salpe so ribe z majhno glavo z majhnimi usti na topem gobcu, po bočno stisnjenem ploščatem sivkasto-srebrnem telesu pa imajo 10-11 ozkih zlato rumenkastih vzdolžnih prog. Prsne plavuti so kratke in imajo na korenih črno pego, repna plavut pa je dvokraka z zašiljenimi konicami. Oči so rumene in precej razmaknjene. V dolžino lahko salpa izjemoma doseže 50 cm in lahko tehta do 3 kg, povprečno pa doseže le okoli 30 cm in tehta do 1 kg.
Te ribe spominjajo na ovce na kopnem, saj se zadržujejo in pasejo v velikih jatah. Jate pri umikanju sovražniku plavajo v cikcakasti črti, pri čemer se vsa jata premika na levo ali na desno istočasno.
Salpa se zadržuje v obalnih vodah do globine 70 metrov, običajno pa le do globin okoli 20 metrov.